# HP Inc.
HP Inc. — американская IT-компания, образовавшаяся в 2015 году вместе с Hewlett Packard Enterprise в результате разделения Hewlett-Packard, унаследовала производство персональных компьютеров и принтеров. Является правопреемником Hewlett-Packard, поскольку сохранила оригинальный NYSE-тикер HPQ и официальный сайт в домене hp.com, действовавшем до разделения.
Численность сотрудников на момент раздела — около 50 тыс. Генеральный директор — Дион Уайслер. Производственные мощности компании расположены в США, Сингапуре, Малайзии, Израиле, Таиланде и других странах.

## История
В сентябре 2014 года было объявлено о разделении Hewlett-Packard Company на HP Inc., которой досталось производство персональных компьютеров и принтеров, и Hewlett Packard Enterprise, которой отошло производство серверов и ИТ-услуги корпоративным клиентам. Разделение было завершено 31 октября 2015 года (в последний день финансового года компании), и при разделе материнской компании Hewlett-Packard доходы в завершившемся 2015 финансовом году были разделены примерно поровну: за HP Inc. было записано $57,3 млрд, а за Hewlett Packard Enterprise — $53 млрд. Но активы оказались распределёнными не так равномерно — из $103 млрд HP Inc. досталось только $29 млрд (а $74 млрд достались Hewlett Packard Enterprise), кроме того, большая часть долга была оставлена за HP Inc. и у неё получился дефицит собственного капитала (то есть долговые обязательства превышают размер активов) на $4 млрд.
За обновлённой компанией HP Inc. были сохранены почти все атрибуты старой корпорации Hewlett-Packard Company — многие члены совета директоров остались из старой компании, старый NYSE-тикер HPQ, старый бренд HP, старый фирменный стиль: шрифт и цвета — голубой с белым, старое доменное имя официального сайта — hp.com, но она получила новый адрес центрального офиса — 1501 Page Mill Road, Пало-Альто. В отличие от Hewlett Packard Enterprise, которая по-сути была создана как новая компания, несколько дистанцировавшись от старой корпорации Hewlett-Packard Company, — она получила новый совет директоров, новый NYSE-тикер HPE, ею были сформированы новый бренд — HPE и новый фирменный стиль: шрифт и цвета — лазурный с серым, новое доменное имя официального сайта — hpe.com, но за ней остался старый адрес центрального офиса — 3000 Hanover Street, Пало-Альто.
В сентябре 2016 года HP Inc. объявила о покупке подразделения корпорации Samsung Electronics Co., занимающегося производством принтеров и копиров за $1,05 млрд.
В июне 2021 года у Kingston Technology за 425 млн долларов было куплено подразделение компьютерной периферии под брендом HyperX.
В августе 2022 года за 3,3 млрд долларов был куплен производитель компьютерной периферии Poly.

## Деятельность
HP Inc. принадлежит около 28 тысяч патентов (действующих на 2022 год), расходы на научно-исследовательскую деятельность в 2021/22 финансовом году составили 1,6 млрд долларов. 
Из 63 млрд долларов оборота 22 млрд пришлось на США, на Европу и Ближний Восток — 21 млрд, на Азиатско-Тихоокеанский регион и Японию — 15 млрд.
Подразделения HP Inc. по состоянию на 2022 год:
- Персональные компьютерные системы — оборот составляет $44,1 млрд и включает ноутбуки ($29,2 млрд), настольные компьютеры ($10,7 млрд), рабочие станции ($2,1 млрд); продукция подразделения включает две категории:
  - Коммерческие ПК — рабочие станции, настольные компьютеры, линейки ноутбуков HP Pro, HP Elite, HP Chromebook и Z, Интернет-планшеты и смартфоны для коммерческого применения, программное обеспечение для них, а также терминалы для оформления платежей, дисплеи и другая периферия.
  - Потребительские ПК — линейки настольных компьютеров и ноутбуков HP Spectre, HP Envy, HP Pavilion, HP Laptop, HP Chromebook и Omen by HP; HyperX.
- Печать — производство принтеров для домашнего, офисного и промышленного применения, а также расходных материалов; производство 3D-принтеров; часть продукции продаётся под брендом Samsung; оборот составляет $18,9 млрд, из них $11,8 млрд приходится на расходные материалы.
- Корпоративные инвестиции — научно-исследовательская лаборатория HP Labs[англ.] и бизнес-инкубатор.

Основные конкуренты в продаже компьютеров: Lenovo Group Limited, Dell Inc., Acer Inc., ASUSTeK Computer Inc., Apple Inc., Toshiba Corporation и Samsung Electronics Co., Ltd., в продаже принтеров: Canon Inc. (при этом Canon является поставщиком комплектующих для лазерных принтеров HP), Lexmark International, Inc., Xerox Corporation Ltd., Seiko Epson Corporation, The Ricoh Company Ltd. и Brother Industries, Ltd.
По данным Statista, на март 2021 года, HP являлась лидером на мировом рынке принтеров, с долей в 24,5 % (Canon — 17,7 %, Brother — 10,7 %, Epson — 9,9 %, Kyocera — 7,8 %, NEC — 5,6 % и Ricoh — 3,6 %).
Штаб-квартира и исследовательский центр компании находятся в Пало-Альто (1501 Page Mill Road, Palo Alto, California, United States); региональные центры расположены в Женеве (Швейцария) и Сингапуре. Основные производственные центры:
- США — Бойсе (Айдахо), Корваллис (Орегон), Сан-Диего (Калифорния), Ванкувер (Вашингтон)
- Мексика — Тихуана
- Китай — Шанхай, Чунцин
- Индия — Бангалор
- Малайзия — Джорджтаун (Пенанг)
- Сингапур
- Республика Корея — Соннам
- Тайвань — Тайбэй
- Израиль — Кирьят-Гат, Нетанья, Нес-Циона
- Испания — Барселона

В списке крупнейших публичных компаний в мире Forbes Global 2000 за 2022 год HP Inc. заняла 259-е место. В списке крупнейших компаний США по размеру выручки Fortune 500 заняла 59-е место.
|                     | 2016   | 2017   | 2018   | 2019   | 2020   | 2021   | 2022   |
| ------------------- | ------ | ------ | ------ | ------ | ------ | ------ | ------ |
| Оборот              | 48,24  | 52,06  | 58,47  | 58,76  | 56,64  | 63,49  | 62,98  |
| Чистая прибыль      | 2,496  | 2,526  | 5,327  | 3,152  | 2,844  | 6,503  | 3,203  |
| Активы              | 29,01  | 32,91  | 34,62  | 33,47  | 34,68  | 38,61  | 38,59  |
| Собственный капитал | -3,889 | -3,408 | -0,639 | -1,193 | -2,228 | -1,650 | -2,918 |

Примечание: компания заканчивает финансовый год 31 октября.

### В России
В августе 2022 года, на фоне вторжения России на Украину, HP Inc. заявила об уходе с российского рынка, при этом продолжив исполнять требования действующих контрактов до февраля 2024 года. Процесс ухода нанёс HP убытки на $23 млн, что не помешало росту общемировых продаж и увеличению стоимости акций компании.
В 2023 г. продажи оргтехники HP рухнули суммарно на 17 % год к году, а ноутбуков – на 6 %.
В марте 2024 года, прекратив операционную деятельность, HP Inc полностью ушла из России. Вместе с тем компания закрыла свой российский сайт и перестала оказывать техподдержку пользователей.

## Руководство
- Чарльз Берг (Charles V. Bergh, род. 26 августа 1957 года) — независимый председатель совета директоров с июля 2017 (в совете с 2015 года); с 2011 года президент и генеральный директор Levi Strauss & Co., ранее работал в Procter & Gamble[17].
- Энрике Лорес (Enrique Lores) — президент и генеральный директор с ноября 2019 года, в HP с 1989 года.

## Акционеры
При разделе Hewlett-Packard Company акционеры получили по одной акции HP Inc. и Hewlett Packard Enterprise за каждую акцию исходной компании. Таким образом акционерный капитал HP Inc. оказался разделенным на 1,683 млрд акций, общая стоимость которых (рыночная капитализация компании) составляла на март 2023 года 27 млрд долларов. 79 % акций HP Inc. принадлежит институциональным инвесторам, крупнейшими из которых являются:
- Berkshire Hathaway — 10,5 %
- The Vanguard Group, Inc. — 9,5 %
- BlackRock Financial Management, Inc. — 9,1 %
- Dodge & Cox — 5,3 %
- State Street Global Advisors, Inc. — 4,8 %
- Primecap Management Company — 2,2 %
- Geode Capital Management — 1,9 %
- New England Asset Management — 1,6 %
- Morgan Stanley — 1,5 %

## Примечание
1. 1 2 3 4 5 6 7 8 9  HP Inc (HPQ.N) (англ.). Reuters. Дата обращения: 30 марта 2023. Архивировано 30 марта 2023 года.
2. 1 2 3  Annual Report 2022 (Form 10-K) (англ.). HP Inc.. Дата обращения: 30 марта 2023. Архивировано 20 марта 2023 года.
3. 1 2  Darrow, Barb (30 октября 2015). Bye-bye HP, it's the end of an era. Fortune. Архивировано 12 ноября 2019. Дата обращения: 4 января 2016.
4. ↑  Jonathan Vanian. How Hewlett-Packard plans to split in two. Fortune (1 июля 2015). Дата обращения: 4 января 2016. Архивировано 20 мая 2017 года.
5. ↑  Annual Report 2014 on SEC Filing Form 10-K (англ.). Hewlett-Packard Company. Дата обращения: 12 июля 2017. Архивировано 1 декабря 2017 года.
6. ↑  HP покупает подразделение Samsung по выпуску принтеров. Росбалт (12 сентября 2016). Дата обращения: 1 февраля 2017. Архивировано 13 мая 2017 года.
7. ↑  HP acquires gaming brand HyperX for about $44.7 billion! Kingston's DRAM and SSDs for gaming will continue (англ.). funglr Games (25 февраля 2021). Дата обращения: 31 марта 2023. Архивировано 31 марта 2023 года.
8. ↑  HP and Poly Merge into One Team Following Acquisition (англ.). UC Today (2 ноября 2022). Дата обращения: 31 марта 2023. Архивировано 31 марта 2023 года.
9. ↑  Thomas Alsop. Printer share by vendor worldwide from 2015 to 2021 (англ.). Statista (1 сентября 2021). Дата обращения: 15 ноября 2022. Архивировано 14 ноября 2022 года.
10. ↑  HP (англ.). Forbes. Дата обращения: 30 марта 2023. Архивировано 30 марта 2023 года.
11. 1 2  HP (англ.). Fortune. Дата обращения: 30 марта 2023. Архивировано 30 марта 2023 года.
12. ↑  Annual Report 2016 on SEC Filing Form 10-K (англ.). HP Inc. (15 декабря 2016). Дата обращения: 8 июля 2017. Архивировано 2 марта 2017 года.
13. 1 2  Владимир Фетисов. HP Inc полностью ушла из России — сайт компании закрыт, найти драйверы для принтеров и ноутбуков станет сложнее. 3DNews (30 марта 2024). Дата обращения: 2 октября 2024.
14. ↑  Уход с российского рынка обошелся HP в $23 млн. ТАСС (25 ноября 2022). Дата обращения: 26 ноября 2022. Архивировано 26 ноября 2022 года.
15. ↑  HPE Reports Sales in Line With Estimates as Supply Constraints Persist. Bloomberg.com. 30 августа 2022. Дата обращения: 6 февраля 2023.
16. ↑  HP запретила пользоваться своими принтерами на устройствах, на которых нет утилиты HP Smart Архивная копия от 7 апреля 2024 на Wayback Machine // CNews, 3 апреля 2024
17. ↑  Chip Bergh (англ.). Levi Strauss & Co. Дата обращения: 31 марта 2023. Архивировано 31 марта 2023 года.
18. ↑  Hp Inc (HPQ) Institutional Ownership & Holdings (англ.). Nasdaq. Дата обращения: 31 марта 2023. Архивировано 30 апреля 2017 года.